# Ga Bonghwasan
Ga Bonghwasan là ga đường sắt ở Jungnang-gu, Seoul của Tàu điện ngầm Seoul tuyến số 6.

## Bố trí ga
| Hwarangdae ↑              |
| E/B Chung \| Chung W/B \| |
| ↓ Sinnae                  |

| Hướng Tây  | ● Tuyến 6 | ← Hướng đi Eungam   |
| Phần chung | ● Tuyến 6 | ← Hướng đi Eungam   |
| Hướng Đông | ● Tuyến 6 | → Hướng đi Sinnae → |